# Novec
Novec 1230 (kemisk formel C6F12O) är en fullständigt fluorerad halogenalkan med en karbonylgrupp. Namnet Novec 1230 är ett handelsnamn  från 3M.
Det är ett miljövänligt släckmedel som har tagits fram för att ersätta Halon 1011, Halon 1211 och Halon 1301. Ämnet har fått en begränsad användning, eftersom det är en vätska vid rumstemperatur till skillnad från Halon som är gasformigt. Det påverkar dock inte ozonskiktet och bryts ner i luft efter ungefär fem dygn. Vid användning mot brand kan stora mängder vätefluorid (HF) bildas.